# Бежин луг (фильм)
«Бежин луг» — фильм, над которым  Сергей Эйзенштейн работал в 1935—1937 годах. Сценарий был написан драматургом, бывшим чекистом Александром Ржешевским. Сюжет опирался на историю Павлика Морозова. Фильм считается утраченным. В 1967 году  Наум Клейман и  Сергей Юткевич восстановили его в качестве фотофильма.

## Сюжет
Действие происходит близ Бежина луга, как и в одноимённом рассказе И. С. Тургенева из цикла «Записки охотника». В нём писатель описывает, как, заблудившись в сумерках после охоты, коротал время до утра, сидя у костра с крестьянскими мальчиками: дети стерегли лошадей, которых в летнее время к вечеру выгоняли на выпас в ночное, поскольку днём животным не дают спокойно кормиться слепни и прочие насекомые.
В основу кинодрамы положена история об убийстве на Северном Урале 3 сентября 1932 года Павлика Морозова, сообщившего в сельсовет о сговоре своего отца с врагами коллективизации.
В ролях снялись актёры Николай Хмелёв, Пётр Аржанов, Борис Захава и другие.

## Судьба фильма
В 1930-е годы были популярны акции против так называемых произведений социального утопизма. Фильм «Бежин луг» был встречен критикой очень сурово. После просмотра фильма в черновом монтаже Главное управление кинопромышленности приостановило съёмки, а отснятый материал был забракован. По словам Эйзенштейна, до завершения двухлетней работы ему тогда не хватило одиннадцати дней.
Несмотря на намерение дирекции «Мосфильма» возобновить работу по другому сценарию — писателя Бабеля, съёмки так и не были продолжены, а 17 марта 1937 года приказом по Главному управлению кинематографии работы по постановке фильма «Бежин луг» были окончательно остановлены «по причине формализма и усложнённости языка картины» (по другим сведениям, приказ был от 7 марта 1937 года с формулировкой «ввиду её антихудожественности и явной политической несостоятельности»). Режиссёру пришлось написать статью «Ошибки „Бежина луга“». Статья была напечатана 17 апреля в той же газете «Советское искусство», где за два с половиной месяца до этого его работа в первоначальной версии была названа сопоставимой с «классическими произведениями искусства».
В этой статье Эйзенштейн, по выражению Н. Зоркой, «просил извинения за то, что он Эйзенштейн».

## Из истории создания и воссоздания фильма
В Ленинграде 3 февраля 1935 года на торжественном заседании, посвящённом 15-летию советского кино и 10-летию «Ленфильма», Эйзенштейн сообщил, что приступает к работе над фильмом «Бежин луг» по сценарию Александра Ржешевского. Вскоре, 5 февраля, были опубликованы в газете «Известия» интервью со сценаристом, а в «Комсомольской правде» — беседа с режиссёром. Фильм был запущен в производство 1 апреля. Первые кадры «Бежина луга» были сняты 5 мая 1935 года в старом яблоневом саду села Коломенское, а первый съёмочный день пришёлся на 18 июня. Основные съёмки проходили под Армавиром. Самые сложные эпизоды с участием десятков тракторов, комбайнов и другой сельскохозяйственной техники были сняты под Харьковом, в деревне Русская Лозовая. Эпизоды в ночном (по сюжету — на летнем выпасе лошадей в тёмное время суток) снимались в овраге около «Мосфильма» в конце августа — начале сентября.
Единственный экземпляр «Бежина луга», по легенде, исчез во время Великой Отечественной войны, когда киностудия «Мосфильм» находилась в эвакуации. Однако монтажёр фильма Эсфирь Тобак сохранила срезки кадров, от фильма также остались восемь метров киноплёнки, режиссёрский сценарий в двух вариантах, множество разработок, заметок и рисунков. В 1967 году научный сотрудник Госфильмофонда Наум Клейман и режиссёр Сергей Юткевич смонтировали по срезкам «Бежина луга» фотофильм, в котором восстановили ход действия и основные эпизоды первого и второго вариантов кинокартины.